# لو مانسك
لو مانسك (بالإنجليزية: Lou Manske)‏ هو لاعب كرة قاعدة أمريكي، ولد في 4 يوليو 1884 في ميلواكي في الولايات المتحدة، وتوفي بنفس المكان في 27 أبريل 1963.